# Франкенау
Франкенау (нем. Frankenau) — город в Германии, в земле Гессен. Подчинён административному округу Кассель. Входит в состав района Вальдек-Франкенберг.  Население составляет 3334 человека (на 31 декабря 2010 года). Занимает площадь 57,29 км². Официальный код — 06 6 35 010.
Город подразделяется на 6 городских районов.